# HD 86266
HD 86266，又名CD-25 7622，SAO 178214、HR 3931，是一颗恒星，视星等为6.28，位于銀經261.22，銀緯21.85，其B1900.0坐标为赤經9h 52m 14.4s，赤緯-26° 21.85′ 30″。